# Superbolla dell'Anticentro
Il superinvolucro dell'Anticentro (o Superguscio dell'Anticentro) è una regione dello spazio che emette radiazione HI, posta in direzione dell'anticentro della Via Lattea, nella costellazione di Orione, sul limite con l'Unicorno; si tratta di una superbolla galattica con una forma sferica e che emette getti di gas. La sua natura è oggetto di dibattito: è stato proposto fin dalla sua scoperta, avvenuta negli anni settanta, che si possa trattare di una galassia nana assorbita dalla nostra o di un braccio di spirale della nostra Galassia. Talvolta è stata indicata anche come una nube ad alta velocità, simile alla Nube di Smith. Fu inizialmente descritta come una sorta di residuo di una galassia.

Le misurazioni astronomiche delle sue dimensioni tramite onde radio sono difficili da effettuare, a causa della presenza della cosiddetta zona di evitamento, ossia oscurata da polvere interstellare.